# Отглаголно съществително име
Отглаголното съществително име се образува от глаголна основа и означава опредметено действие (процес или състояние), представено в абстрактен смисъл, тоест то е име на действие, представено в самия процес на осъществяването си.

## Образуване
Отглаголно съществително може да се образува със или без добавяне на словообразувателни морфеми към глаголната основа.
Без словообразувателни морфеми са образувани съществителни като внос, износ, размах, разпад, израз и т.н.
В някои езици, например в английския, едни и същи думи имат значение на различни части на речта, като често при тях основното значение е глаголно, а значението на съществително име може да се смята за отглаголно съществително, например walk в изречението I went for a walk. (Отидох на разходка.)
Отглаголно съществително може да се образува чрез добавяне на морфема (обикновено наставка) към глаголната основа, например четене, писане, развитие, разходка, стрелба, управление.
В английския език за отглаголни съществителни обикновено се смятат т.нар. ing-форми:
The writing of a book is always an ambitious undertaking.
(Писането на книга винаги е амбициозно начинание.)
Тези форми обаче често се смесват с т.нар. герундий:
The question of being is an intrinsic part of philosophy.
(Въпросът за съществуванието е присъщ на философията.)
Освен това в английския език има съществителни, които формално могат да се разглеждат като образувани от глагол, например removal:
I am against the removal of the previous candidate.
(Аз съм против отстраняването на предишния кандидат.)
Обаче в английската граматика тези съществителни не се разглеждат като отглаголни.
В някои езици инфинитивът на глагола играе роля и на отглаголно съществително:
В хърватския език: Što ima za jesti?
В руския език: Что у нас можно есть? (Какво има за ядене?)
В английския език: To speak is not to listen. (Говоренето не е като слушането.
Буквално: Да говориш, не е [като] да слушаш.)
В други езици, например в японския, има частици, които стоят отделно от глаголите, но когато такава частица се постави след глагол, се получава смисъл на отглаголно съществително:
Yomu koto-ga muzukashi. (Четенето е трудно.)
Hon-o yomu koto-wa yueki desu. (Четенето на книги е полезно.).

## Употреба
Отглаголните съществителни се използват широко във всички стилове на езика, но се смята, че прекалената им употреба прави речта тромава и абстрактна.
Отглаголно съществително може да се постави на всяко място в изречението, където може да се използва съществително име изобщо. В българския език нечленуваните отглаголни съществителни на -не, образувани от преходни глаголи, могат да имат пряко допълнение, свързано към тях без предлог:
прибиране реколтата, засилване темпото и т.н.
Обаче по-обичайно и правилно е свързването чрез предлога на:
прибиране на реколтата, засилване на темпото.